# T (servicio del metro de Nueva York)
T es una designación de un servicio del metro de la ciudad de Nueva York. Actualmente no está en uso, pero anteriormente fue usada por un servicio de la línea West End, y originalmente BMT 3.
El servicio T también es la designación futura para un servicio planeado en la línea de la Segunda Avenida. Los trenes del servicio T harían sus paradas a lo largo de la Segunda Avenida desde la calle 125 en Harlem hacia Hanover Square en el Distrito Financiero.
La T actualmente aparece en los letreros como una letra negra en un círculo blanco; para más información véase Símbolos no utilizados del metro de Nueva York
- Datos: Q16531269
- Multimedia: T (New York City Subway service) / Q16531269